# Rene Pauritsch
Rene Pauritsch (Viena, 4 de diciembre de 1964) es un entrenador y exfutbolista austríaco. Actualmente está sin club.

## Trayectoria
Nacido en la capital de Austria, Viena, en el año 1964. Desde muy joven ya empezó a jugar a fútbol en equipos pequeños.
Comenzó su carrera profesional como futbolista en el año 1984, donde comenzó jugando en el equipo de fútbol austriaco ASK Voitsberg, hasta el año 1985 que entró en el club Grazer Athletik-Sport Klub durante un año hasta 1986 que estuvo en el DSV Leoben. Posteriormente en 1992, volvió a ser fichado por el Grazer Athletik-Sport Klub hasta el 1993 que entró en el Red-White Rankweil y en 1996 entró en el SV Frohnleiten, jugando con todos estos equipos en la Liga Central Regional Austriaca, hasta 1997 que fue el último año que estuvo en un equipo de fútbol como jugador.
A partir del año 2005 tras su retirada como jugador profesional, pasó a ser entrenador de fútbol en el equipo AKA Vorarlberg, donde estuvo medio año debido a su entrada en el SC Austria Lustenau hasta el 2007, un año más tarde en el 2008 se trasladó hacia Liechtenstein para entrenar a la selección sub-21 para la Eurocopa Sub-21 hasta noviembre de 2012 que pasó a ser el entrenador oficial de la Selección de fútbol de Liechtenstein, debido a la salida de Hans-Peter Zaugg.
A finales de 2018, Pauritsch dejó su puesto de entrenador para convertirse en director deportivo de la selección nacional de Liechtenstein. Anteriormente, esta función era parte del trabajo de entrenador, pero se dividió como parte de la estrategia 2021 de la LFV. En marzo de 2023, después de que Martin Stocklasa dejara la selección nacional para convertirse en entrenador del FC Vaduz, se anunció que Pauritsch dirigiría al equipo en la Clasificación para la Eurocopa 2024 frente a Portugal e Islandia.

## Clubes

### Como futbolista
| Club                       | País    | Año       |
| -------------------------- | ------- | --------- |
| ASK Voitsberg              | Austria | 1984-1985 |
| Grazer Athletik-Sport Klub | Austria | 1985-1986 |
| Donawitzer SV Leoben       | Austria | 1986-1987 |
| Grazer Athletik-Sport Klub | Austria | 1992-1993 |
| Red-White Rankweil         | Austria | 1993-1994 |
| SV Frohnleiten             | Austria | 1996-1997 |

### Como entrenador
| Club                              | País          | Año       |
| --------------------------------- | ------------- | --------- |
| AKA Vorarlberg                    | Austria       | 2005      |
| SC Austria Lustenau               | Austria       | 2005-2007 |
| Selección sub-21 de Liechtenstein | Liechtenstein | 2008-2012 |
| Selección de Liechtenstein        | Liechtenstein | 2013-2018 |
| Selección de Liechtenstein        | Liechtenstein | 2023      |